# Весёлые ребята (телепередача)
«Весёлые ребята» — юмористическая молодёжная телепередача, выходившая в эфир Центрального телевидения СССР с 1978 по 1990 год.
С 1982 по 1990 год вышло семь выпусков новой версии телепередачи «Весёлые ребята», созданной редактором Андреем Кнышевым и режиссёром Виктором Крюковым. В каждом выпуске присутствовал «запретный» молодёжный юмор в форме скетчей и пародий, а также осмысленная социальная сатира на социально-значимые и злободневные темы. Именно в «Весёлых ребятах» впервые на экране Центрального телевидения появились видеоклипы запрещённых групп «Аквариум», «Браво», «Центр», «Ария», «Рок-Ателье», музыкантов Владимира Маркина и Сергея Минаева; впервые прозвучали в телеэфире некоторые песни «Машины времени» и Андрея Макаревича, и был показан «англоязычный» видеоклип Александра Градского. В декабре 1986 года в «Весёлых ребятах» был впервые показан по советскому телевидению фрагмент выступления группы «The Beatles».

## Первая версия программы
Изначально — с 1978 по 1981 год — передача строилась как юмористический конкурс (вёл его Александр Масляков), призами в котором были путёвки на Международный фестиваль сатиры и юмора в Габрово (Болгария). Победителям вручалась жёлтая шляпа лидера. По воспоминаниям Андрея Кнышева, в жюри этого конкурса и среди гостей были композитор Никита Богословский, актёр Александр Ширвиндт, писатель-сатирик Леонид Ленч, карикатуристы Виталий Песков и Сергей Тюнин и другие.
Андрей Столяров: «…сидели в кругу — почти цирковом, выступали самодеятельные коллективы, получали шляпы — если это удачная шутка, полшляпы — если это неудачная шутка. И были такие — отбивки, перебивки».
Андрей Кнышев: «…в огромной перевернутой жёлтой шляпе сидели люди, выходили на подиум, пытались острить. Победители отправлялись в Габрово».
Как явствует из самого начала выпуска «О вкусах» (1982 год), некоторые будущие участники новой версии передачи — Сергей Шустицкий, Игорь Таращанский, Леонид Сергеев, Евгений Воскресенский, Дмитрий Дибров — были участниками этого конкурса.

## Вторая версия программы
С 1982 года передача представляла собой ироничные исследования на злободневные темы, различные пародии на популярные в то время передачи, персоналии, советскую и зарубежную эстраду (в разных выпусках пародировались The Beatles, Демис Руссос, Марыля Родович и другие), розыгрыши, снятые скрытой камерой, юмористические музыкальные номера, а также фрагменты выступлений известных музыкантов. Каждый выпуск был посвящён определённой теме.
Многие сюжеты были выполнены в новых на тот момент жанрах видео-арта и видеоклипа, коллажа.
В программе в разное время принимали участие: композитор Родион Щедрин, писатель Михаил Жванецкий, поэт Андрей Вознесенский, участник «Что? Где? Когда?» Нурали Латыпов, модельер Вячеслав Зайцев, певец Александр Градский, Борис Гребенщиков и группа «Аквариум», Андрей Макаревич и группа «Машина времени», Сергей Минаев, Константин Никольский, Константин Кинчев, группа «Центр», Жанна Агузарова и группа «Браво».
В одном из интервью Андрей Кнышев вспоминал, как он сдавал начальству тематические планы «Весёлых ребят»:

— Надо было написать, кто в программе принимает участие. На первое место мы ставили — в программе принимает участие Герой социалистического труда Сергей Образцов, или там заслуженный художник РСФСР такой-то, или Андрей Вознесенский. Глаз цензора скользил по ним, он говорил — ну понятно, про что программа. А что между ними — так это что-то молодёжное. На деле это было наоборот. Телевизионный коллаж, телевизионный фильм, в котором отчасти для содержательности, чтобы какие-то существенные мысли были, приглашались известные люди. Мы их называли великими. «Следующий выпуск — кто великие?»
— «Говорит и показывает перестройка», журнал Forbes, июль 2009 г.

## Авторы и ведущие
- Андрей Кнышев — автор реприз, ведущий, редактор
- Виктор Крюков — режиссёр-постановщик
- Сергей Шустицкий — актёр, музыкант, композитор, пародист
- Леонид Сергеев — актёр, бард
- Владимир Маркин — актёр, певец
- Алексей Неклюдов — актёр, пародист
- Андрей Столяров — актёр
- Алексей Лысенков — актёр
- Игорь Угольников — актёр
- Нурали Латыпов — актёр
- Александр Прокопович — актёр
- Ирина Николаева — актриса (второй и третий выпуски)
- Вера Кулькова — актриса (второй выпуск)
- Галина Уварова — актриса (первый выпуск)
- Ольга Павленко — актриса (второй выпуск)
- Елена Каращук — актриса (второй выпуск)
- Александр Багдасаров — актёр
- Дмитрий Дибров — актёр
- Роман Фокин — актёр
- Владимир Казьмин — актёр (седьмой выпуск)
- Роман Казьмин — актёр (седьмой выпуск)
- Артур Шидловский — актёр, пародист
- Алексей Язловский — актёр
- Александр Резалин — актёр
- Игорь Таращанский — актёр, пародист
- Пётр Засецкий — актёр
- Александр Акопов — актёр
- Андрей Руденский (случайный прохожий)
- Александр Гуревич
- Евгений Воскресенский
- Михаил Лесин— директор программы

## Выпуски (1982—1990)

### «О вкусах»
Первый выпуск новой версии передачи под названием «О вкусах» вышел в эфир Первой программы ЦТ в пятницу 26 февраля 1982 года. Продолжительность: 1 час 7 минут.
Передача состоит из рассуждений о том, что такое эстетический вкус и демонстрации товаров широкого потребления, производимых советской промышленностью. Пространные поиски вкуса разбавлены музыкой группы «Аквариум» (песни «Чай», «Глядя в телевизор»), а также пародийными музыкальными зарисовками («Большой радостный концерт», «Оля энд Атас груп»). В передаче приняли участие поэт Андрей Вознесенский, художник-модельер Вячеслав Зайцев, композитор Родион Щедрин.
Сценарий «Худсовета» (один из скетчей этой программы) был также опубликован в книге Андрея Кнышева «Тоже книга» (1990).

### «О семье»
Второй выпуск вышел в эфир Московской программы ЦТ в субботу 1 января 1983 года. Выпуск был показан повторно в эфире Первой программы ЦТ в среду 2 февраля и в эфире Второй программы ЦТ в субботу 12 февраля. Продолжительность: 1 час 7 минут.
Помимо сюжетов на тему взаимоотношений мужчины и женщины, а также интервью с людьми на улицах, были показаны новые пародии — в частности, на песню группы The Beatles Carry That Weight и на песню Демиса Руссоса Souvenirs. В конце программы был показан юмористический скетч «Семья и факт». В передаче также выступили поэтесса Римма Казакова, актёр Родион Нахапетов, фигуристы Ирина Моисеева и Андрей Миненков, академик Игорь Бестужев-Лада. Прозвучали песни в исполнении участника передачи Леонида Сергеева, а также Вероники Долиной и Александра Суханова. В программе также «участвовал» (несколько раз был показан) габровский чёрный кот Василий.
Текст «Универсального разговорника для знакомства», прозвучавший в скетче «Семья и факт», был также опубликован в книге Андрея Кнышева «Тоже книга» (1990).

### «Об экологии»
Третий выпуск вышел в эфир Первой программы ЦТ во вторник 23 августа 1983 года. Выпуск был показан повторно в эфире Второй программы ЦТ в воскресенье 11 сентября 1983 года и в эфире Второй программы ЦТ в четверг 1 августа 1985 года во время проходившего в Москве XII Всемирного фестиваля молодёжи и студентов. Продолжительность: 59 минут.
Программа была посвящена экологии. Помимо коллажей на темы, связанные с борьбой за охрану природы, в передаче был показан ряд пародий на «зарубежный» опыт в этой области: французский фильм о любви, переведённый с «экологических» позиций; фильм о задержании туриста, лишившего воздуха и питьевой воды неназванную «маленькую страну»; итальянский вариант — пародия на Адриано Челентано (и попутно на Вахтанга Кикабидзе); британский вариант — скетч «Смог, сэр!»; японский вариант — из найденной в мусоре веточки двое японцев пытаются соорудить икебану.
В передаче прозвучали песни в исполнении Андрея Макаревича, групп «Аквариум» и «Центр», «Рок-Ателье»; также были использованы фрагменты интервью с Сергеем Образцовым, академиком Игорем Петряновым-Соколовым, Аркадием Стругацким.

### «По письмам телезрителей»
Четвёртый выпуск вышел в эфир Первой программы ЦТ в среду 14 декабря 1983 года. Продолжительность: 1 час 03 мин.
В передачу, сделанную по форме «ответы на письма зрителей» вошли фрагменты предыдущих выпусков (в том числе песня «Сонет» («Служенье муз не терпит колеса…») в исполнении группы «Аквариум», пародия «Ты моя заря» и пародии в исполнении коллектива Московского химико-технологического института), а также пародии на радиоспектакль и телепередачу «Это вы можете». Кроме того, были показаны новые экспонаты из «кунсткамеры» программы (в том числе инструкции к различным товарам, которые читали Игорь Таращанский и Александр Багдасаров). Вели передачу Леонид Сергеев, Игорь Таращанский, Сергей Шустицкий, Александр Багдасаров и редактор Андрей Кнышев.

### «Вечер пародий»
Съёмки пятого выпуска проходили осенью 1984 года. В декабре после сдачи выпуска телеруководству Кнышев был вызван «на ковёр» Председателем Гостелерадио СССР Сергеем Лапиным, в результате чего передача была закрыта и вернулась в эфир лишь после смены руководителя ЦТ в 1986 году. Пятый выпуск передачи вышел в эфир Первой программы ЦТ в пятницу 31 января 1986 года. Выпуск был показан повторно в эфире Московской программы ЦТ во вторник 1 апреля. Продолжительность: 1 час 8 минут.
Передача, снятая в концертной студии Останкино, представляла собой вечер пародий на популярные телевизионные передачи — «Кинопанорама», «Вокруг смеха», «Мелодии и ритмы зарубежной эстрады» (включала в себя пародию на фестиваль в Сан-Ремо и упоминание сходной по стилю радиопередачи «Запишите на ваши магнитофоны»), «Что? Где? Когда?», «Очевидное — невероятное» (пародия на её ведущего Сергея Капицу, исполненная Алексеем Неклюдовым), лотерею «Спортлото», а также на польскую певицу Марылю Родович и вымышленный фильм из жизни молодых физиков «Под огнём плазменных струй».
В юмористический обзор «Кинопанорамы», помимо пародии на ведущего Эльдара Рязанова (исп. Игорь Таращанский), входили также пародии:
- фильм на спортивную тему, снятый в Челябинске на киностудии «Челябинск» — о велогонщике Никодимыче, принимавшем участие в «многодневной междугородней велогонке»;
- грузинский фильм «Сенокос», снятый «творческим объединением семьи Боболадзе»;
- иностранный фильм о мафии «Шито и крыто»[21].

### «Молодёжь и музыка»
Съёмки шестого выпуска прошли возле магазина «Мелодия» на Калининском проспекте в Москве 11 мая 1986 года. Однако в эфир Первой программы ЦТ передача вышла в субботу 13 декабря 1986 года. Продолжительность: 1 час 17 минут.
Ироничные исследования о музыке. Передача состояла из интервью «случайных прохожих» (загримированных участников передачи), а также Андрея Макаревича, Аллы Пугачёвой, Михаила Жванецкого и Константина Кинчева. В передаче были показаны видеоклипы Владимира Маркина («В доме 8 на Тверском бульваре…»), группы «Центр» («Эх, Андрюша», «На тебе сошёлся клином белый свет»), группы «Браво» («Ленинградский рок-н-ролл», «Верю я»), Сергея Минаева («Карнавал»), Бориса Гребенщикова («Служенье муз не терпит колеса»), Андрей Макаревич («Посвящение корове»), Александра Градского («I Don’t Believe It All»), группы The Beatles («I Want to Hold Your Hand»), концертные выступления групп «Машина времени» («Если бы мы были взрослей») и «Ария» («Тореро»).
Студенты МАрхИ показали в передаче пародии на различные музыкальные жанры: романс, танго, песню на танцплощадке, джаз (Луи Армстронга) и др., а также пародию на песню «Into The Fire» группы Deep Purple. Это была группа «Метфонд», организованная ещё в 79-м году студентами первого курса в составе: Александр Игнатов — гитара, вокал; Андрей Гундарин — гитара, вокал; Владимир Балутин — блокфлейта, вокал; позднее к ним примкнули вокалисты Бенсман, Оськин и Даин. В таком составе они и появились в передаче.
Сценарий «Дискуссии о молодёжной рок-музыке и эстраде» (один из скетчей этой программы) был также опубликован в книге Андрея Кнышева «Тоже книга» (1990).

### «Я и другие «я»
Седьмой выпуск состоит из двух частей, состоящих из эпизодов, снятых с 1985 по 1990 год. Вышла в вечернем эфире Первой программы ЦТ в пятницу 13 июля 1990 года. Продолжительность: 2 часа 8 минут (первая часть) и 54 минуты (вторая).

#### Часть первая: «Пессимистическая» (комедия)
В первой части затрагивается тема «Я» как личности человека и обсуждаются понятия: индивид, личность, индивидуальность, доброта, отзывчивость, эмпатия, личное пространство, уважение и самоуважение. Вся передача состоит из розыгрышей, снятых скрытой видеокамерой: «случайные» прохожие приветствуют незнакомца, поездка в общественном транспорте с большой буквой «Я», балерина, подвернувшая ногу, просит о помощи, парашютист случайно приземлился в чужом городе, голый мужчина с веником и тазиком просит пустить в квартиру помыться и т. д. Практически все подобные действия натыкаются на непонимание и отказы в помощи.

#### Часть вторая: «Оптимистическая» (трагедия)
Если в первой части зрителю показывают, что люди равнодушны и не уважают другие «Я», то во второй наоборот, демонстрируются лучшие качества человека: балерину с подвёрнутой ногой перенесли через дорогу, не дали человеку повеситься, откликнулись на призыв помочь потушить пожар, дали незнакомому человеку стакан воды… Оптимистическая часть показывает то, что каждый человек уникален и достоин встречи с оркестром, ковровой дорожки и личного эскорта. В конце передачи, на горизонте появляется огромная «голова» и, обращаясь к толпе спешащих людей, проповедует вечные ценности — возлюби ближнего своего, береги себя, будь здоров и т. д. Трагичность серии заключается в том, что, несмотря ни на что люди, декламируя в камеру о милосердии, не замечают упавшего на улице человека.

## Крылатые фразы и цитаты
Многие фразы из передачи стали «крылатыми»

## Продолжение проекта

### Попытка возрождения в 1990-е годы. «Серьезные мужчины»
Когда на Центральном телевидении всё стало разваливаться, а Молодёжная редакция выпускала только «Взгляд», стало очень трудно работать. Режиссёр программы «Весёлые ребята» Виктор Крюков перешёл командовать художественным вещанием на только образованный телеканал РТР, Андрей Кнышев остался один.
Из интервью с Андреем Кнышевым газете «Аргументы и факты» (1998 год):

— Я плохо приспособлен для конвейерной работы. Мне интересны проекты, отличные от того, что сейчас популярно. Мне близки формат видеофильма, многокомпонентного художественного телеколлажа, поиск нового телевизионного языка, игра с новыми оттенками юмора — это не самоцель, просто так живётся и дышится. Мне всегда хотелось добиться сочетания юмора дурашливого и осмысленного. Сейчас я собрал команду людей, в том числе из тех, с кем делал «Весёлых ребят», для «Проекта Х», как я его называю. Это будет немного похоже на то, что мы делали 20 лет назад, но с поправкой на эволюцию и новые возможности. Проект будет даже не телевидением, а неким синтетическим продуктом. Думаю, мы сможем представить его к концу года.
— Короче говоря, будет серия видеофильмов, по формату очень близких к «Весёлым ребятам», но она будет называться «Серьёзные мужчины». Там будут сочетаться сценки, пародии, компьютерная графика, музыка, интервью, объединённые некоторым ходом или темой. Но я говорю об этом очень осторожно, потому что считаю, что шумную рекламу нужно проводить тогда, когда есть что-то в руках, когда дело пахнет эфиром.

Леонид Сергеев в интервью «Новой газете» (2001 год):

— Когда режиссёр Виктор Крюков перешёл руководителем вещания на второй «ельцинский» канал… снималось всё на «Кодак», в учебной студии ВГИКа с роскошными декорациями. «Это стоило бешеных денег, по тем временам было вложено около 200 тысяч долларов. Спонсировала проект фирма „Сэлдом“ — помните такую? „Реклама не простая, а очень простая“. Было отснято много материала, снималось на века и не устарело до сих пор. Но потом было 17 августа 1998 года, которое сделало цены на этот проект вообще запредельными. Фирма „Сэлдом“ благополучно ушла в небытие, и в поиске новых спонсоров бедный Андрей Кнышев, автор этого эпохального проекта, прошёл всё — от правительства до бандитов. Но безуспешно. А очень жалко, потому что материал сделан на хорошем, по-кнышевски тонком, нормальном юморе, чего на наших каналах я до сих пор не наблюдаю».

По словам Андрея Кнышева, кроме «Весёлых ребят», в проекте участвовали Юлия Рутберг, Марина Голуб, Юрий Васильев, Игорь Золотовицкий и другие. Велись переговоры с Ренатой Литвиновой, Илзе Лиепой, Нонной Гришаевой.
Часть отснятого материала проекта «Серьезные мужчины» доступна на официальном сайте Андрея Кнышева.

### Дуплькич, или рычание ягнят
26 декабря 2010 года на «Первом канале» вышел пилотный выпуск программы «Дуплькич, или рычание ягнят», являющейся новым скетч-проектом Андрея Кнышева.

## Интересные факты
- Одним из видеомонтажёров первых выпусков передачи был Андрей Разбаш.
- Некоторые из песен группы «Аквариум», прозвучавшие в «Весёлых ребятах», были откорректированы. Как вспоминал Андрей Кнышев, «Например, строка „…а лучше брошу ногу в небеса.“ — вот здесь ветераны-большевики из худсовета скажут, что мы глумимся над инвалидами. Хорошо, у нас изящно полетит в небеса просо. „…Когда в пакгаузе затеплится вода.“ — накануне показывают фильм с расстрелом в пакгаузе. Срочно меняем место действия на троллейбус. „…Но всё равно не верю я комбайну.“ — это уж ни в какие ворота; такое о кормильцах страны! И Б. Г. „не верил“ дизайну…» Кроме того, в песне «Чай» (звучала в выпуске «О вкусах») строка «В эфире опять одна дребедень» была заменена на «Отложим на завтра всю дребедень». Полностью была изменена и песня «Два тракториста» (звучала в выпуске «Об экологии») — на бугор шли отдыхать не «два тракториста, напившихся пива», а «два пианиста, работники клуба». Второй пианист играл на рояле не «Сантану и Weather Report», а «из джаз-фестиваля „Ньюпорт“»[4].

## Отзывы о передаче
«…у „Весёлых ребят“ — то настоящее остроумие, которое от остроты ума. От свободы и парадоксальности мышления. Они создали ироническую публицистику как метод социального анализа. Продуктивный уже потому, что во всяком сколь-либо существенном противоречии заложен (пусть и неразвитый) элемент комического. Продуктивный вдвойне, когда отказываются от лобовых атак на проблему и заходят совсем с другой стороны и именно в этом непривычном ракурсе обнаруживаются вещи совершенно неожиданные.

<…> А. Кнышев и В. Крюков показали зрителю и своим коллегам возможности одной разновидности телевизионного языка — комической. И здесь „Весёлые ребята“ для нашего телевидения, может быть, такое же этапное явление, как одноимённый фильм для нашего кинематографа».
— «Давайте жить весело», «Правда» от 6 февраля 1987 г.